# 趙姓
趙姓，是一個漢族姓氏，嬴姓十四氏之一，在中國《百家姓》中排名第1位。曾是晋国六卿之一，西周朝代的造父是汉族赵姓之始祖。在中國歷史上，赵是秦朝國君之氏，也是宋朝皇室之姓，在中國北方地区是常见的姓氏。2020年中國姓氏人口數目排名第8，是現今十大漢族姓氏之一。
造父封于赵城而得赵姓，至叔带（造父的第七代子孙）时，率领子孙迁往晋国，后来建立赵国，史称“去周如晋，赵姓始昌”。在赵国灭亡时，赵姓已分布以下地区：赵城、耿、原、晋阳、代、邯郸、武城、真定，在今山西、河北、河南、山东等地都有赵姓。赵国的疆域包括今陕西一部分，赵武灵王时开疆拓土，疆域扩充至河套地区，赵亡前赵姓的活动范围还包括今陕西、内蒙古。
秦始皇灭赵国后，把代王赵嘉派往西戎，赵姓随之迁往甘肃，赵嘉之子赵公辅裔孙世代居住在天水（今属甘肃），形成一个望族；赵王迁被秦始皇流放到今湖北房县，子孙在今湖北繁衍。
秦朝末年，秦国宗室真定（今河北正定）人赵佗建立南越国，又把赵姓活动范围推广至今两广和越南北部。

## 漢族趙姓

### 起源
赵氏的血缘祖先是五帝之一的少昊氏，与秦氏同祖。其后，又有因为帝王的赐姓、冒姓、婚姻等改为姓赵。趙姓的始祖造父，嬴姓，伯益的後代，蜚廉五世孫，中國歷史上著名善御者。趙國的祖先，是顓頊、少昊的後代，將盜驪、驊騮、綠耳等寶馬獻給周穆王。周穆王讓他駕車，西巡狩，見西王母，周穆王樂而忘歸。後來，徐偃王反周，周穆王日馳千里馬，大破徐偃王。於是將趙城賜給造父，從此造父為趙氏。

### 人口分布
2008年，赵姓人口单位面积内密度最高的地区在山东半岛和淮河流域，每平方公里的赵姓人口达到7.5人以上，有的地区达到11人以上；其次在河南、河北、东北三省、安徽北部、江苏北部、陕西中部、四川北部，每平方公里的赵姓人口达到6人以上。
赵姓分布密度示意图表明：
密度最高的（6人以上/平方公里）地区仅仅占国土面积的16.9%，赵姓人口大约1176万；
4.5—6人/平方公里的地区占国土面积的13.7%，赵姓人口大约704万；
1.5—4.5人/平方公里的地区占国土面积的26.8%，赵姓人口大约715万；
不足1.5人/平方公里的地区占国土面积的42.6%，赵姓人口大约153万。
赵姓分布很广，但不均衡。赵姓在北方地区是常见的姓氏之一，沿黄河流域的省区是赵姓分布的主要地区。
赵姓人口分布 （页面存档备份，存于）

## 匈奴趙姓
西漢時，降漢匈奴中，有趙信，與趙安稽等人。

## 突厥
沙陀部後裔，有姓趙者。

## 滿族趙姓
趙姓（穆麟德轉寫：Joo）是当代满族的常用姓氏之一，也是最早使用的汉字姓氏之一。早在金朝之时就有“金人姓氏斡准曰赵”的说法。明朝时期，有东宁卫熟女真赵安、建州女真首领赵锁罗骨等以赵为姓。清朝嘉庆年间，有宗室以其为百家姓之首而改姓“赵”。
女真朮甲氏，以趙為氏，如趙良弼。

### 源流
由于觉罗氏素有赵宋之裔的传说，又因其音似，故为满族赵姓的主要来源。其中以伊尔根觉罗氏为主，包含爱新觉罗氏、舒舒觉罗氏、呼伦觉罗氏、阿颜觉罗氏、阿哈觉罗氏、察喇觉罗氏、通颜觉罗氏、西林觉罗氏、嘉穆瑚觉罗氏、格伦觉罗氏等。此外，董鄂氏也因系出觉罗氏，而且有人还考证出其先祖为被金人北迁之宋英宗系宗室，故亦姓“赵”。还有吉林乌拉地区的完颜氏、钮祜禄氏、乌拉那拉氏后裔以改姓赵者为多，分别称“王赵”、“郎赵”和“那拉赵”。
然而，上海复旦大学生命科学院现代人类学重点试验室在2014年的一份研究显示，通过比对爱新觉罗氏几组后裔的Y染色体单倍型类群，得知清宗室的Y染色体属于通古斯民族常见的C2b，而赵宋汉族后裔中未发现此类型，因此至少可以排除爱新觉罗氏的父系出自北宋趙氏的说法。
其余源流有兆佳吉勒氏、兆佳氏、兆尔佳氏、鄂卓氏、鄂岳氏、喜塔喇氏、喜拉氏、刁落氏、觉尔察氏、蒙鄂络氏、希卜鲁氏、塔察觉尔察氏、吴鲁哩氏、伊拉里氏、佟佳氏、巴雅拉氏、特济氏、赫宜氏；以及加入当代满族的蒙古扎拉尔氏、赵罗特氏、赵禹特氏、林明克氏、卓特氏、渣特生赵尔氏；汉族和朝鲜族的赵氏等。

## 朝鮮趙姓
趙姓在朝鮮半島是一個頗為普遍的姓氏。而歷代亦有不少趙姓的名人。根據大韓民國在1985年所作的人口統計調查，當時在全韓國總共有877,050名姓趙的居民，他們分別屬於54個不同的本貫；到2000年，總共有305,963戶983,969名，屬於68個本貫。

### 起源
朝鮮半島的趙氏有多個起源。當中有部份不可考，亦有部份仍能保持從中原大陸始祖的起源。不過即使是源自中原的分支，他們的本貫大多數都以在朝鮮半島的最初聚居地而命名。不過，朝鮮的趙氏本貫有很多都只能追溯至13世紀時的高麗時代，與南宋滅亡的時間大致相当。

## 参看
- 涿郡趙氏

## 延伸阅读
[在维基数据编辑]
 《百家姓》
 《欽定古今圖書集成·明倫彙編·氏族典·趙姓部》，出自陈梦雷《古今圖書集成》